# Maison du 47 rue Holgate à Carentan
La maison du 47 rue Holgate est un monument situé à Carentan-les-Marais, en France.

## Localisation
La maison est située dans le département français de la Manche, sur le territoire de la commune nouvelle de Carentan-les-Marais, au no 47 de la rue Holgate, au sud-ouest du centre-ville de la commune déléguée de Carentan.

## Architecture
Les façades et les toitures ainsi que les trente-et-un trumeaux peints se trouvant respectivement dans les pièces suivantes : entrées, couloir, salle à manger et cuisine au rez-de-chaussée ; couloir, chambres à droite et à gauche de l'escalier, salle de bain des parents, salle de bain des enfants et cabinet attenant, au premier étage, sont inscrits au titre des monuments historiques par arrêté du 28 décembre 1978.